# 허니 토스트
허니 토스트(일본어: ハニートースト), 또는 시부야 토스트나 브릭 토스트로도 알려져 있는 음식은 일본의 거품 경제 당시 시부야 지역에서 만들어진 디저트로, 가라오케에서 제공하던 메뉴였다. 대만과 싱가포르에서도 인기가 있다.

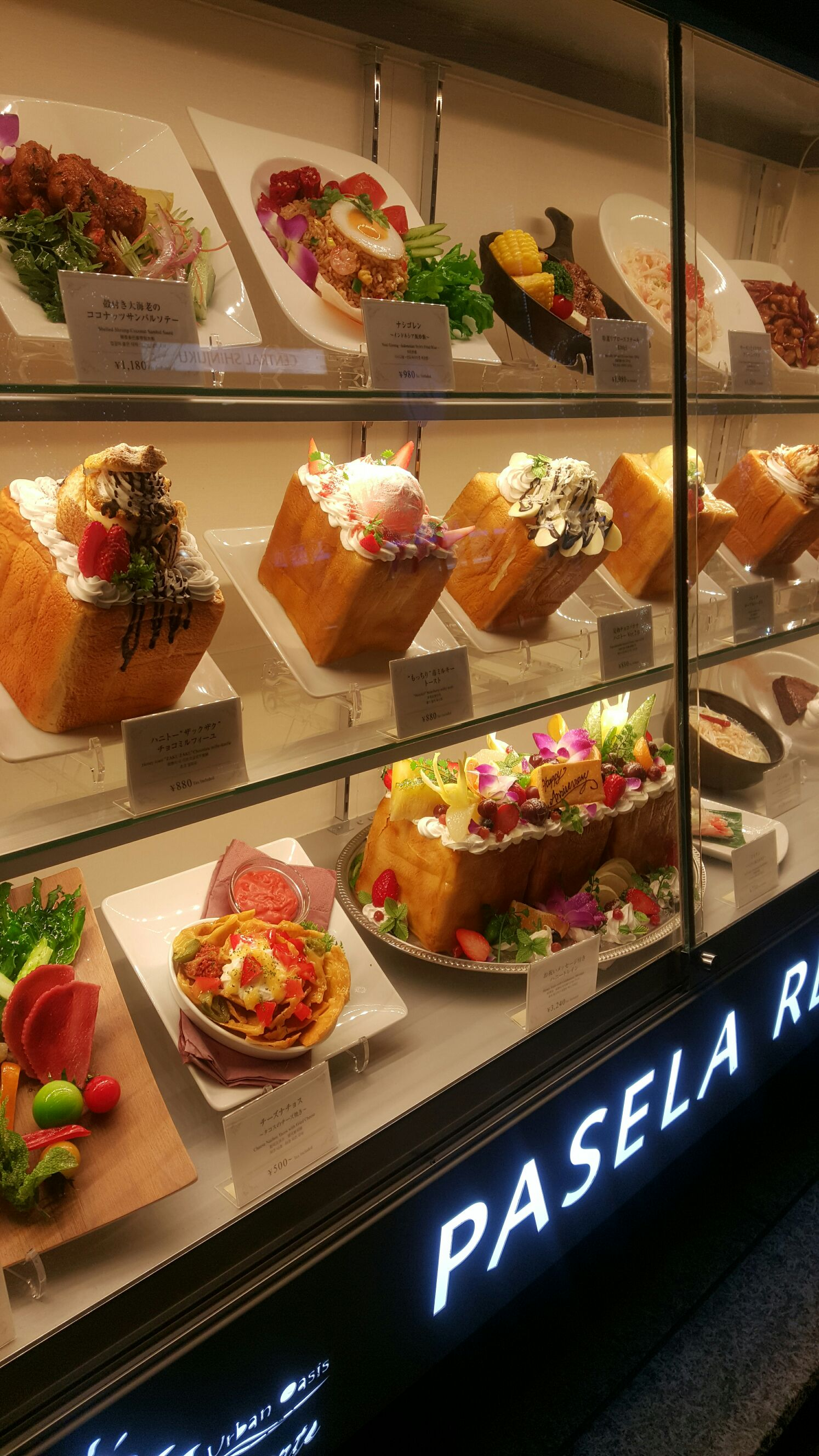
신주쿠의 가라오케 바에 전시 된 다양한 종류의 허니 토스트.

## 조리법
허니 토스트의 주 재료는 토스트 빵이며, 프랑스 빵 'pain de mie'를 사용하면 더 좋다. 빵은 속을 파낸 뒤 다음 작은 큐브 모양으로 자른다. 큐브와 빵 껍질은 버터와 꿀 혼합물로 바른 뒤, 오븐에 넣어 황금색이 감 돌 때까지 캐러멜라이징 한다. 구워진 빵 덩어리들을 다시 한 덩어리로 맞추고, 취향에 따라 원하는 부재료를 올리면 된다. 일반적으로는 불림처리한 과일, 구운 견과류, 다양한 맛의 시럽과 휘핑크림이 올라간다. 마무리로, 토스트 위에 아이스크림을 얹어낸다. 대만 버전의 경우, 일반적으로 더 단순하게 연유, 커스터드 크림이나 치즈만 얹어낸다.

## 기타
대한민국에는 허니버터브레드라는 이름의 비슷한 디저트가 존재한다. 부재료는 휘핑크림과 카라멜 소스, 시나몬 파우더가 주로 들어가며, 허니 토스트와 비슷하지만 다른 제조법을 가진 별개의 음식이다.

## 같이 보기
- 토스트
- 길거리 토스트
- 밀크 토스트
- 프렌치 토스트